# 千日红属

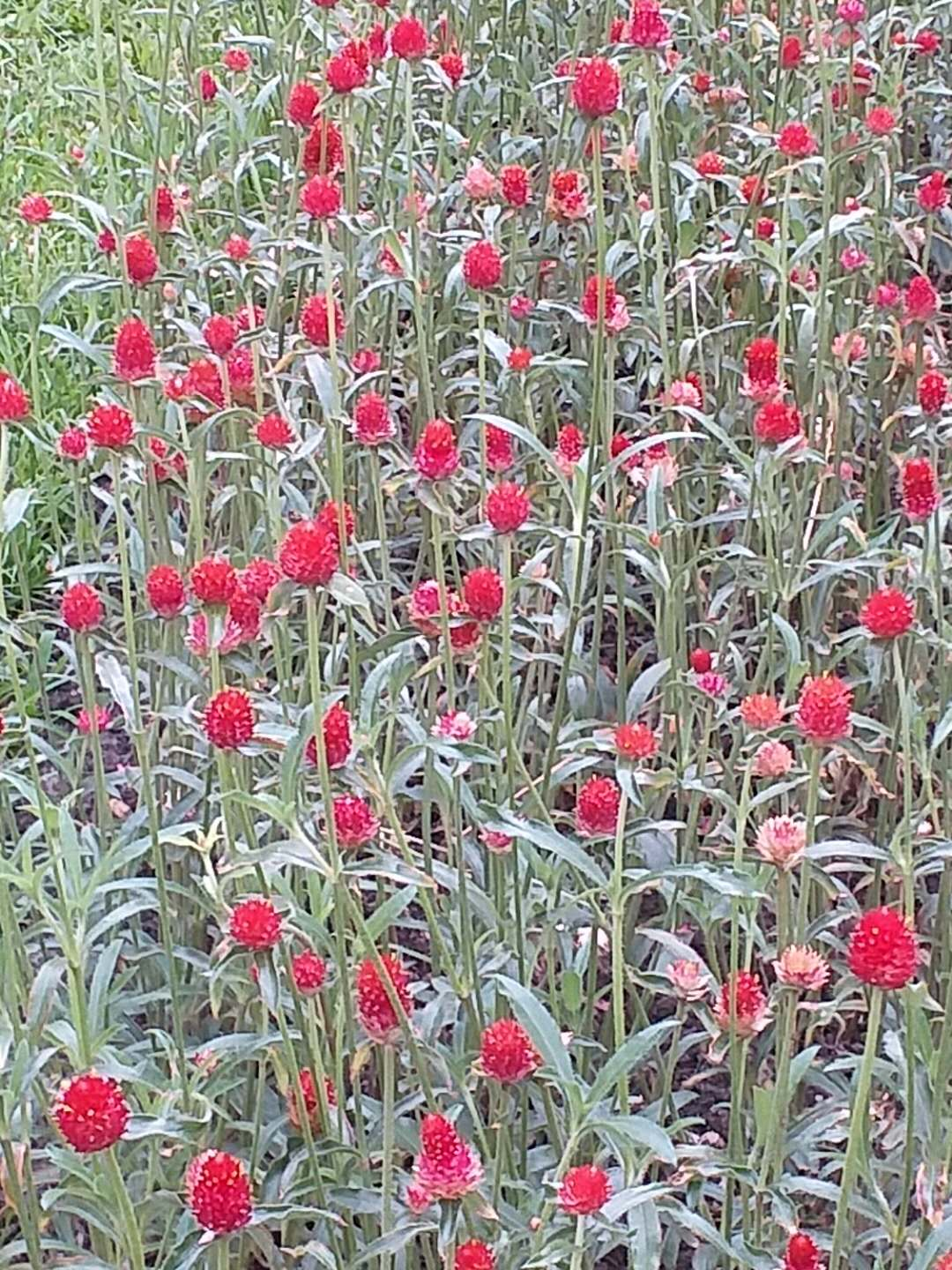
橙花千日紅。台中科博館園區，台灣。

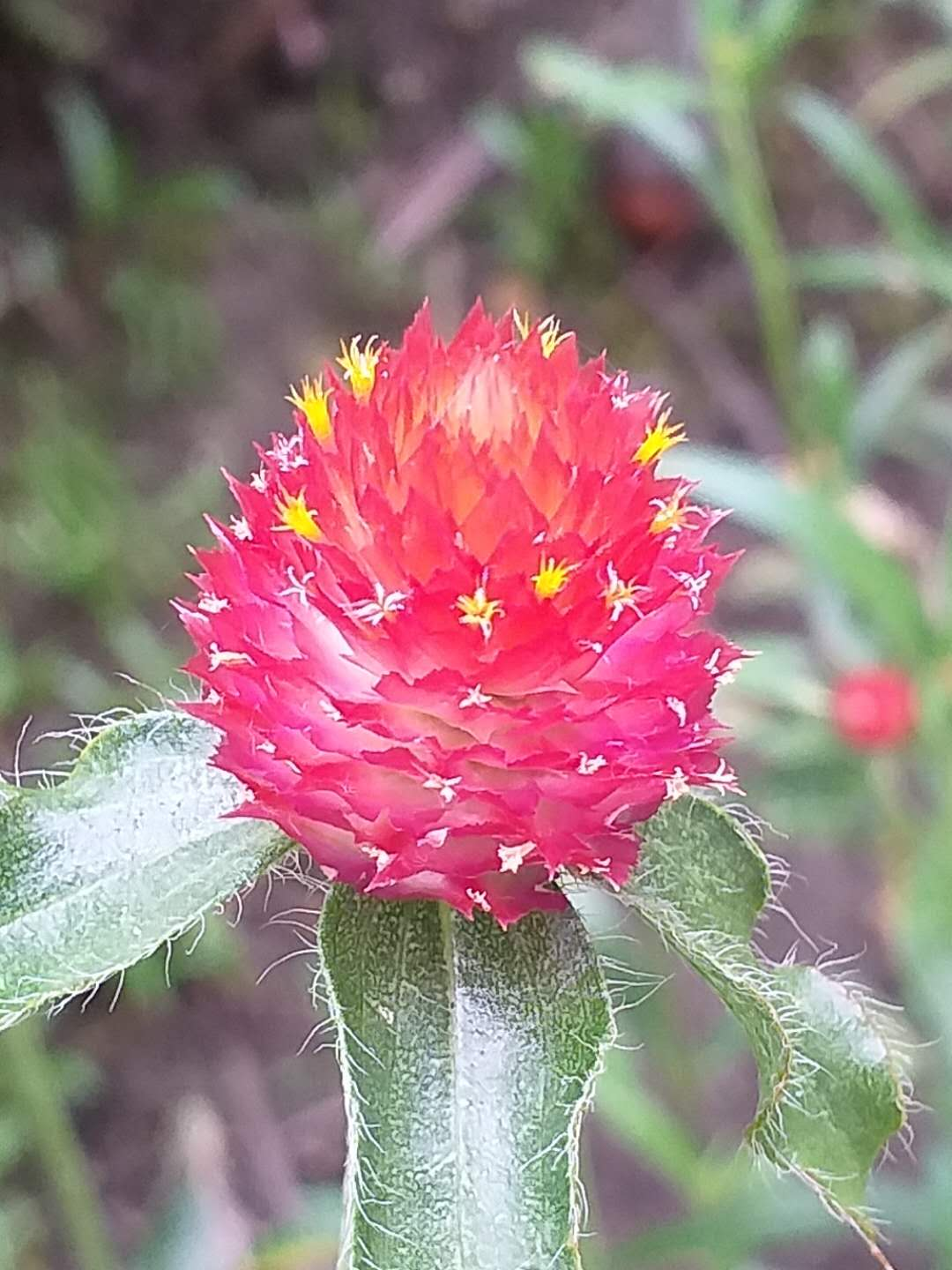
橙花千日紅，台中國立自然科學博物館園區，台灣。

千日红属（学名：Gomphrena）是苋科下的一个属，为草本或亚灌木植物。该属共有约100种，大部分布于热带美洲。